# Zvíkov (Hlavňovice)
Zvíkov je malá vesnice, část obce Hlavňovice v okrese Klatovy v Plzeňském kraji. Nachází se asi 1,5 kilometru jihozápadně od Hlavňovic. Zvíkov je také název katastrálního území o rozloze 1,37 km².

## Historie
První písemná zmínka o vesnici pochází z roku 1428.

## Obyvatelstvo
| Rok            | 1869 | 1880 | 1890 | 1900 | 1910 | 1921 | 1930 | 1950 | 1961 | 1970 | 1980 | 1991 | 2001 | 2011 | 2021 |
| -------------- | ---- | ---- | ---- | ---- | ---- | ---- | ---- | ---- | ---- | ---- | ---- | ---- | ---- | ---- | ---- |
| Počet obyvatel | 124  | 118  | 88   | 100  | 93   | 35   | 109  | 41   | 24   | 21   | 13   | 6    | 4    | 4    | 4    |
| Počet domů     | 16   | 15   | 15   | 15   | 15   | 15   | 18   | 6    | 6    | 4    | 4    | 6    | 6    | 6    | 6    |

## Obecní správa
Při sčítání lidu v letech 1850–1959 Zvíkov byl osadou obce Zámyšl v okrese Sušice. Od roku 1960 je částí obce Hlavňovice v okrese Klatovy.

## Pamětihodnosti
- Venkovská usedlost čp. 3, zapsaná na ústředním seznamu kulturních památek pod číslem 23398/4-2906. Komplex selské usedlosti sestává z obytné budovy, chlévů, stodol a zvoničky. Tato usedlost je ukázkovým příkladem šumavské lidové architektury z počátku 19. století.[8]

## Galerie

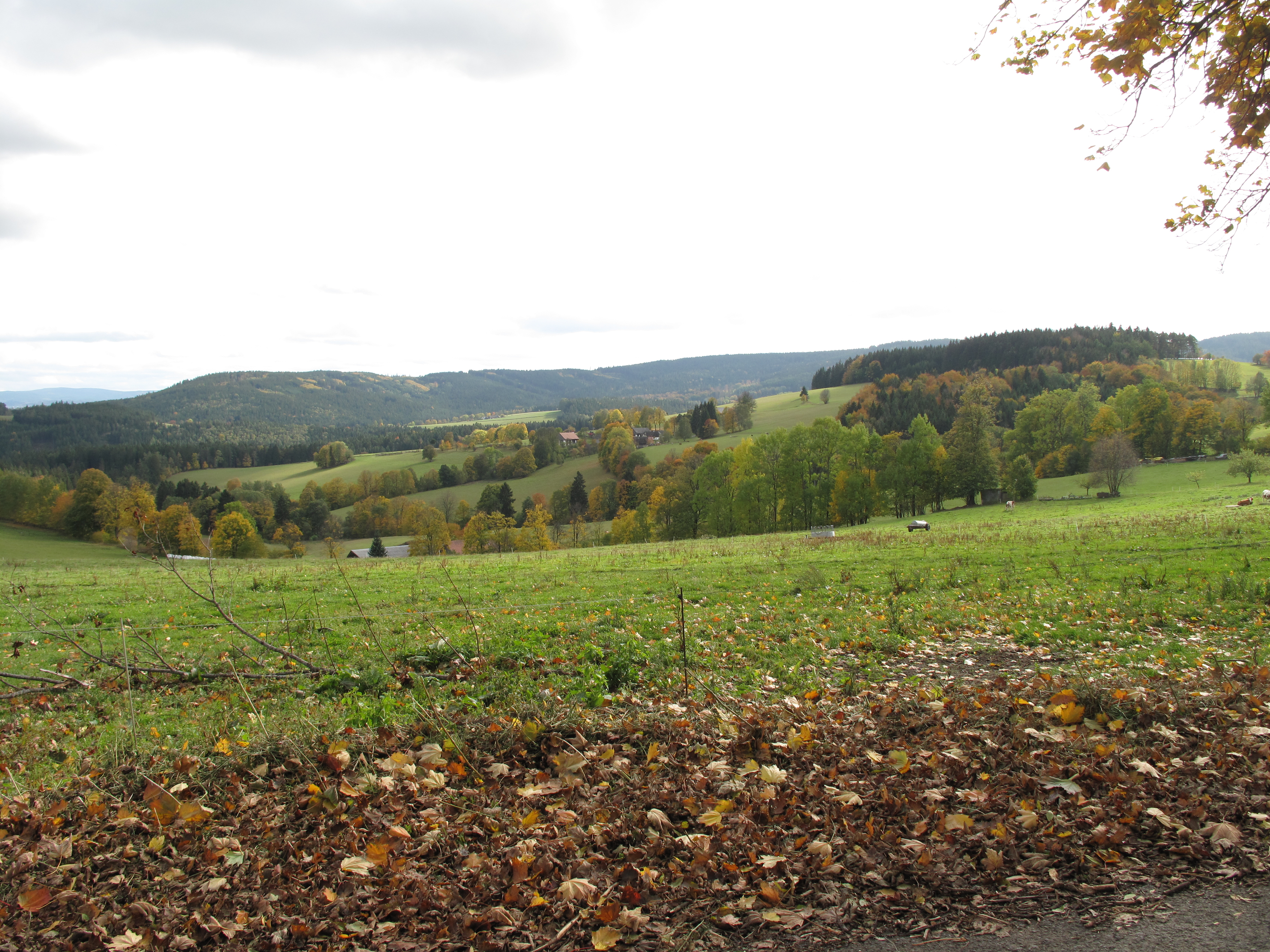
Zvíkov zdáli v kontextu okolní krajiny
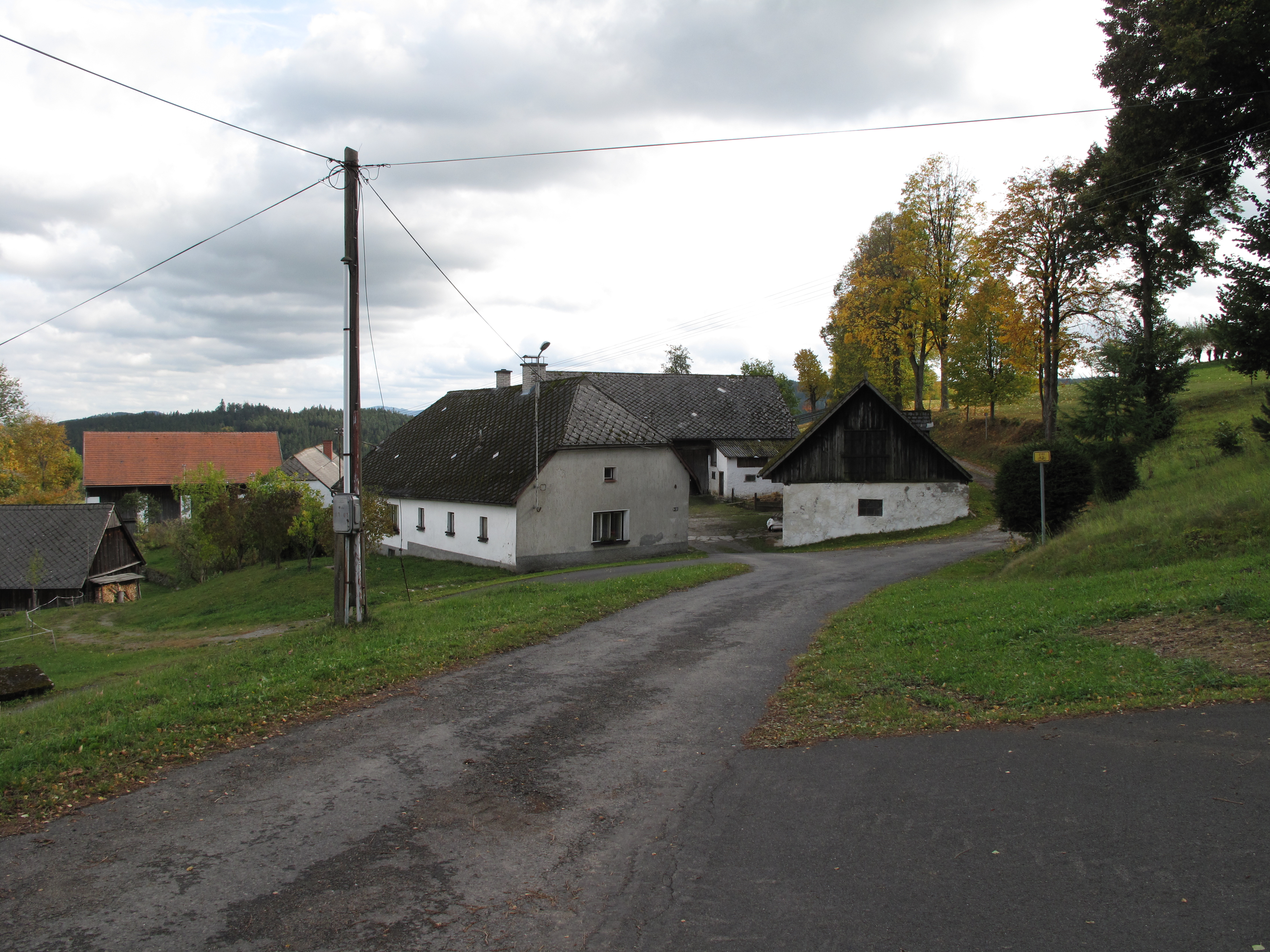
Domy
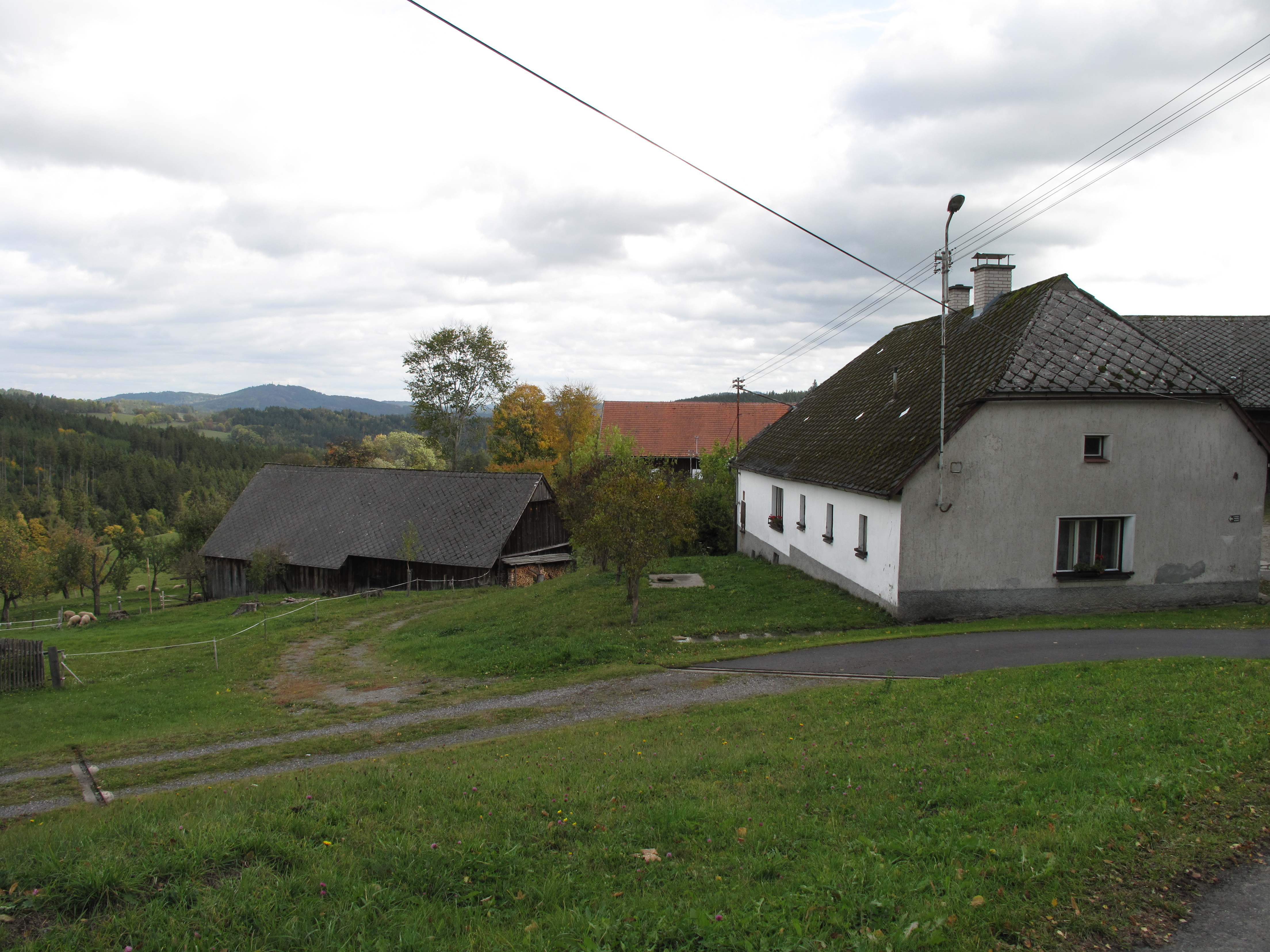
Domy